# Élysée-Vertrag

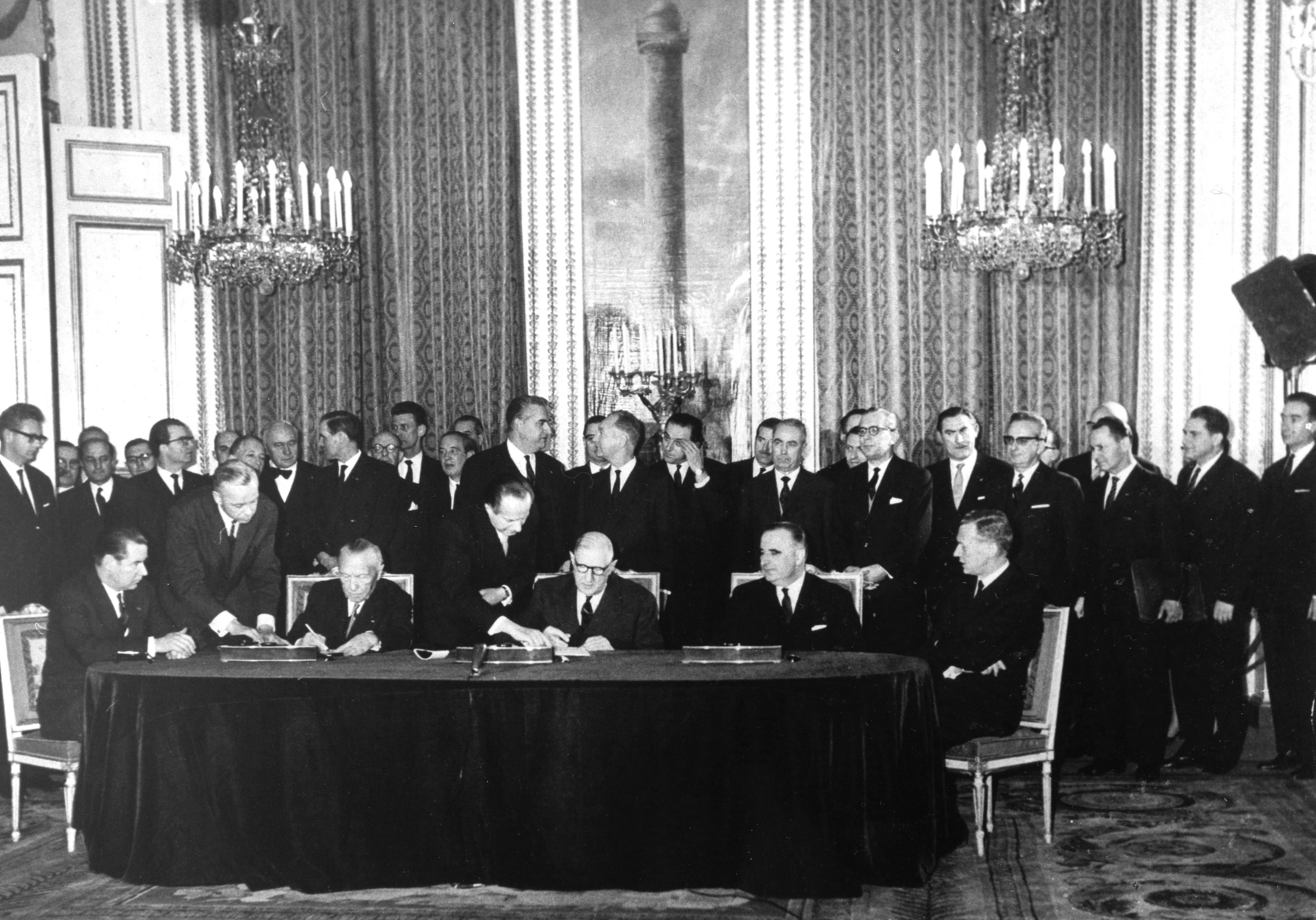
Unterzeichnung des Vertrages im Salon Murat des Pariser Élysée-Palasts. Im Bild (v. l.) am Tisch: Gerhard Schröder, Konrad Adenauer, Charles de Gaulle, Georges Pompidou und Maurice Couve de Murville

Der von dem französischen Staatspräsidenten Charles de Gaulle initiierte Élysée-Vertrag (französisch Traité de l'Élysée), wie der deutsch-französische Freundschaftsvertrag von 1963 meist genannt wird, ist das erste große und zugleich grundlegende Abkommen zur deutsch-französischen Zusammenarbeit nach dem Zweiten Weltkrieg. Der Vertrag sollte in Frankreich und der Bundesrepublik Deutschland geregelte Konsultationen zur Koordination und gemeinsamen Planung aller wichtigen Fragen der Außen-, Sicherheits-, Jugend- und Kulturpolitik sicherstellen.
Der Vertrag wurde mit einer gemeinsamen Erklärung am 22. Januar 1963 von Bundeskanzler Konrad Adenauer und Präsident Charles de Gaulle im Pariser Élysée-Palast unterzeichnet und trat am 2. Juli 1963 nach der Ratifizierung durch die Parlamente beider Länder in Kraft. Er war in Deutschland, den USA, Großbritannien und anderen Ländern umstritten und führte zu Unstimmigkeiten und Protesten.
Der Bundestag ratifizierte den Vertrag und die gemeinsame Erklärung in einem Gesetz und stellte diesem eine Präambel voran. Die Präambel bekräftigte zur Enttäuschung de Gaulles die engen Bindungen Deutschlands an die USA und NATO, das Bemühen Deutschlands um eine Aufnahme Großbritanniens in die EWG und das Streben nach übernationalen Regeln. De Gaulles Intention, der amerikafreundlichen Politik Großbritanniens eine deutsch-französische Allianz unter französischer Führung entgegenzusetzen, war damit gescheitert. Die Kritiker des Vertrags betrachteten ihn daher als „Triumph des Atlantizismus“.
Das Abkommen brachte beide Länder nach langer „Erbfeindschaft“ und verlustreichen Kriegen einander näher, führte aber entgegen der verbreiteten Meinung zu keiner tiefgreifenden Kooperation in Fragen der Wirtschaft, Forschung, Verteidigungs- und Außenpolitik.
Juristisch gilt der Vertrag als inhaltsleer, er hat keine Verbindlichkeit und ist die Basis für eine lediglich freiwillige Zusammenarbeit. Seine Bedeutung wird hauptsächlich in der politischen Symbolik von Versöhnung und Freundschaft gesehen, die besonders bei den Jubiläumsfeiern beschworen wird.
Wie alle völkerrechtlichen Verträge Deutschlands wird auch der Elysée-Vertrag im Politischen Archiv des Auswärtigen Amts unter der Archivsignatur: PA AA, BILAT FRA 115 a verwahrt.

## Bezeichnungen
Der offizielle Titel lautet:
- Vertrag zwischen der Bundesrepublik Deutschland und der Französischen Republik über die deutsch-französische Zusammenarbeit[8] oder auch
- Vertrag zwischen der Französischen Republik und der Bundesrepublik Deutschland über die französisch-deutsche Zusammenarbeit[9]

In der Regel werden diese kürzeren Bezeichnungen verwendet:
- Vertrag über die deutsch-französische Zusammenarbeit (vgl. die abgebildeten Briefmarken)
- deutsch-französischer Freundschaftsvertrag
- Élysée-Vertrag (vgl. die abgebildete Münze[10])
- Deutsch-Französischer Vertrag

## Überblick über den Inhalt des Élysée-Vertrags, 22. Januar 1963
Der Vertrag hat drei Teile: I. Organisation, II. Programm, III. Schlussbestimmungen.
- Teil I, zur Organisation, legt die verbindlichen Konsultationen auf höchster Ebene fest, zwischen Präsident und Kanzler wie der Minister und leitenden Ministerialbeamten;
- Teil II, zum Programm, enthält
  - in Abschnitt A die Koordination von Entscheidungen und Maßnahmen der Auswärtigen Angelegenheiten,
    - in Fragen der Europäischen Gemeinschaften und der europäischen politischen Zusammenarbeit
    - in Fragen der Ost-West-Beziehungen sowohl im politischen als auch im wirtschaftlichen Bereich
    - in Angelegenheiten der NATO, des Europarats, der WEU, der OECD und der UN
    - in der Entwicklungshilfe
    - verstärkt innerhalb der EWG hinsichtlich Wirtschaftspolitik, Energiepolitik, bei Verkehrs- und Transportfragen, in der industriellen Entwicklung und der Ausfuhrkreditpolitik. Letzte Seite des Vertrags mit den Schlussbestimmungen, abgedruckt im Bundesgesetzblatt, zweisprachig.

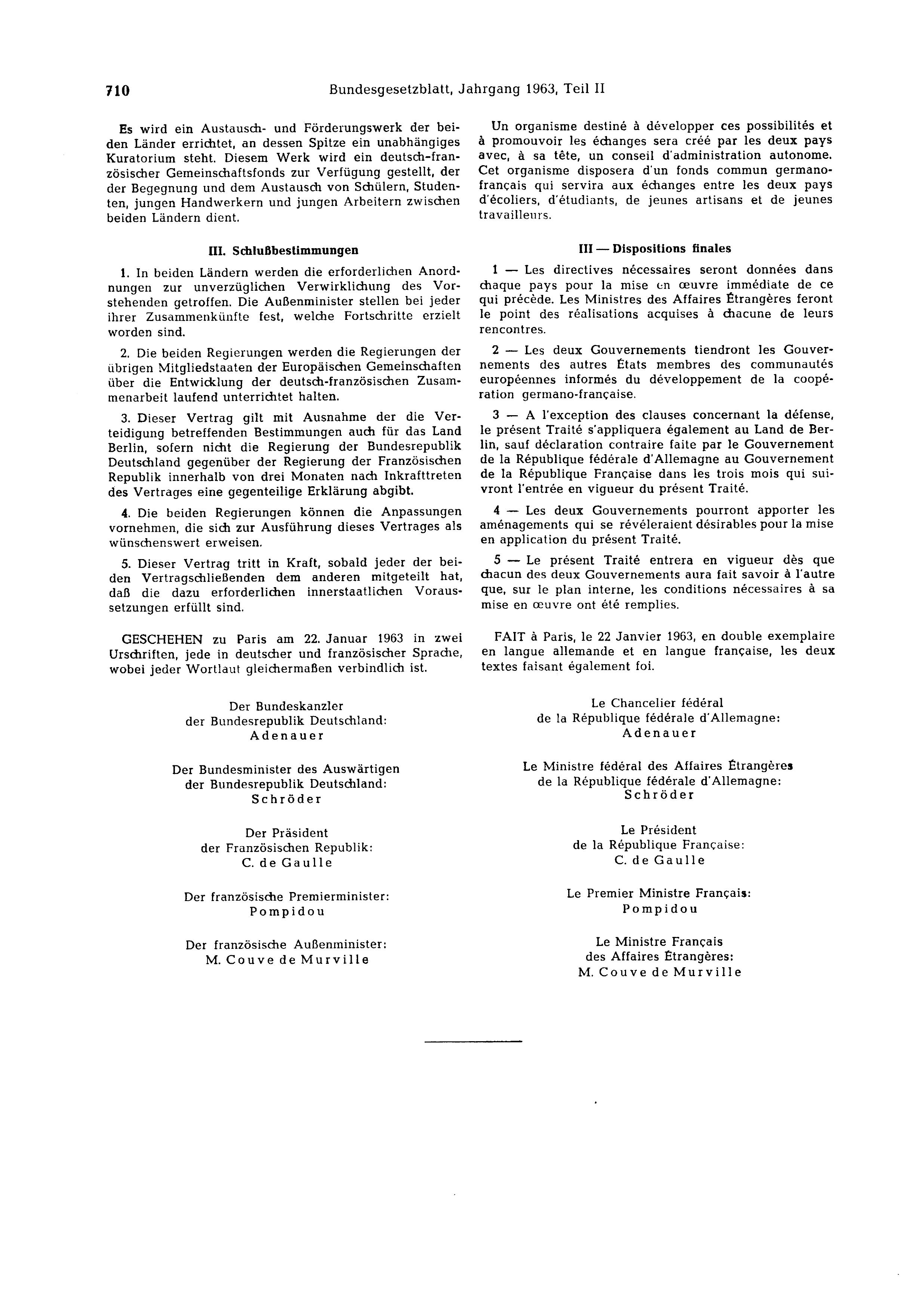
Letzte Seite des Vertrags mit den Schlussbestimmungen, abgedruckt im Bundesgesetzblatt, zweisprachig.

  - Abschnitt B betrifft die Koordination der Verteidigungspolitik
    - Abschnitt B I legt folgende Ziele fest
      - Gründung gemeinsamer Institute für operative Forschung
      - Personalaustausch mit entsprechendem Sprachunterricht
      - gemeinsame Rüstungsvorhaben und ihre Finanzierung
      - gemischte Kommissionen zu Rüstungsvorhaben

    - Abschnitt B II betrifft das Vorhaben der Regierungen, die Voraussetzungen zu prüfen, „unter denen eine  deutsch-französische Zusammenarbeit auf dem Gebiet des zivilen Bevölkerungsschutzes hergestellt werden kann“.

  - in Abschnitt C. die Koordination der Erziehungs- und Jugendfragen. Der Abschnitt bezieht sich auf die Memoranden vom 19. September und 8. November 1962. Als einzelne Ziele werden genannt:
    - In Absatz a): Erhöhung der Zahl deutscher Schüler, die Französisch lernen, und der französischen Schüler, die Deutsch lernen, außerdem Sprachkurse an den Universitäten
    - in Absatz b): Gleichwertigkeit der Schulzeiten, der Prüfungen, der Hochschultitel und -diplome
    - in Absatz c) Zusammenarbeit auf dem Gebiet der wissenschaftlichen Forschung durch
      - Forschungsstellen
      - Gruppenaustausch
      - ein Austausch- und Förderungswerk mit einem Gemeinschaftsfonds, der der Begegnung und dem Austausch von Schülern, Studenten, jungen Handwerkern und jungen Arbeitern zwischen beiden Ländern dient.
- in Teil III finden sich die Schlussbestimmungen.

## Äußere Form des Dokuments

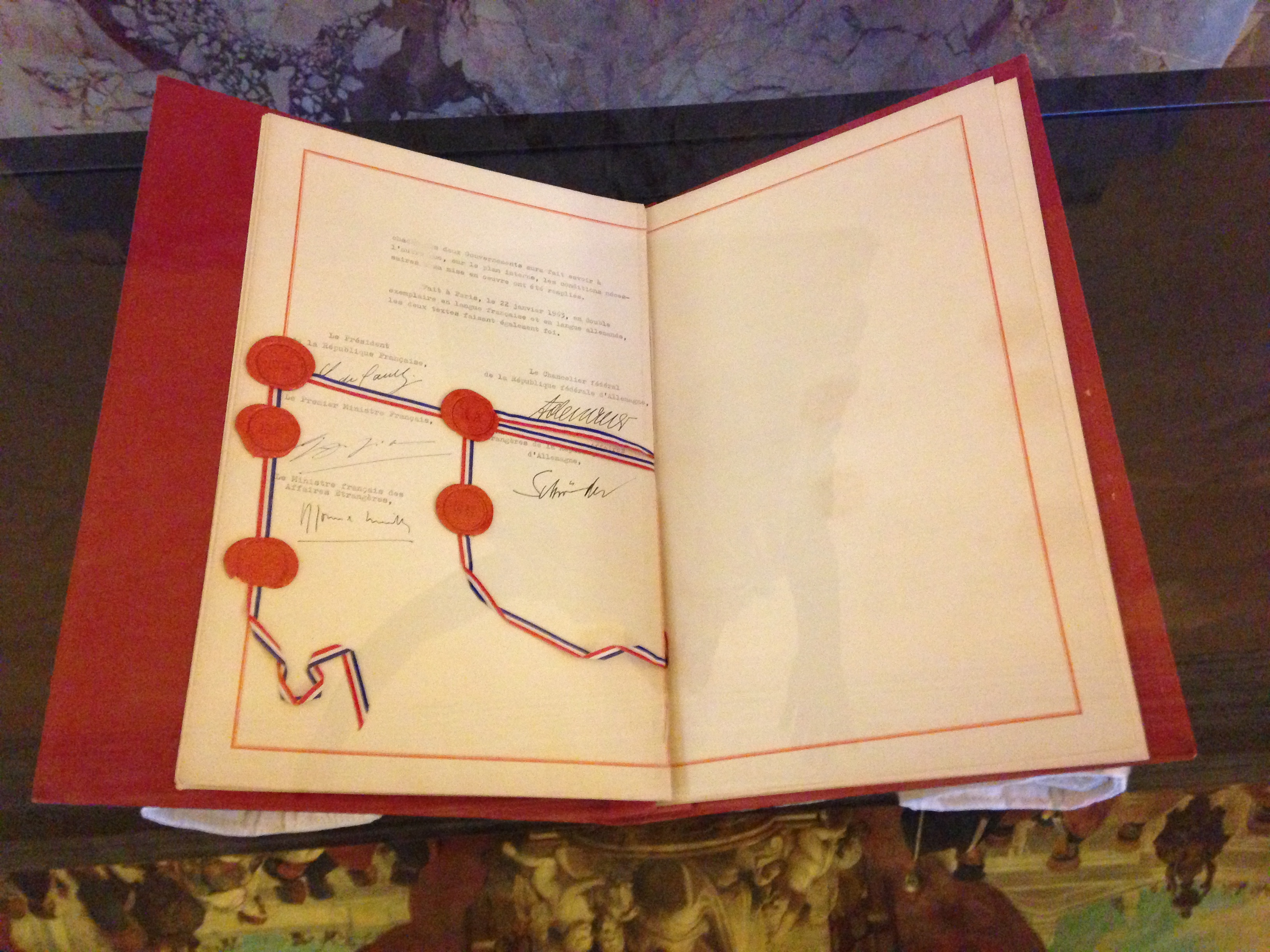
Die französische Version des Vertrags, letzte Seite mit den Unterschriften.

Die äußere Gestaltung des Dokuments ist ungewöhnlich und der Eile und dem Mangel an Vorbereitung geschuldet, mit der der Staatsvertrag beschlossen und fertiggestellt wurde. Die rote Umrandung entspricht französischen Dokumenten, in deutschen war sie blau. Die Siegel wurden speziell angefertigt, da die Dienstsiegel nicht verfügbar waren. Damit ist es Ausdruck der überraschenden Entscheidung beider Staatsmänner, der Vereinbarung, die ursprünglich nur als Protokoll geplant war, den Charakter eines völkerrechtlichen Vertrags zu geben. Die deutsche Ausfertigung des Vertrags enthält in der Urschrift 12 doppelseitig beschriebene Blätter mit den Maßen 23 × 35,5 cm, einen aufgedruckten roten Rand mit Goldschnitt. Die dreifach gelochten Blätter sind mit schwarz-rot-goldenem Farbband gebunden.

## Inhalt der Gemeinsamen Erklärung, 22. Januar 1963
In der gemeinsamen Erklärung erklären sich Adenauer und de Gaulle mit der Organisation und den Grundsätzen der Zusammenarbeit zwischen den beiden Staaten einverstanden, wie sie in dem am selben Tage unterzeichneten Vertrag niedergelegt wurden.
Adenauer und de Gaulle versichern sich zum Abschluss der Konferenz vom 21. und 22. Januar 1963 in Paris ihrer Überzeugung, dass der Vertrag ein geschichtliches Ereignis darstellt, das der „Versöhnung zwischen dem deutschen und dem französischen Volk“ diene und eine „Jahrhunderte alte Rivalität“ beende. Das Verhältnis der beiden Völker zueinander werde von Grund auf neu gestaltet.

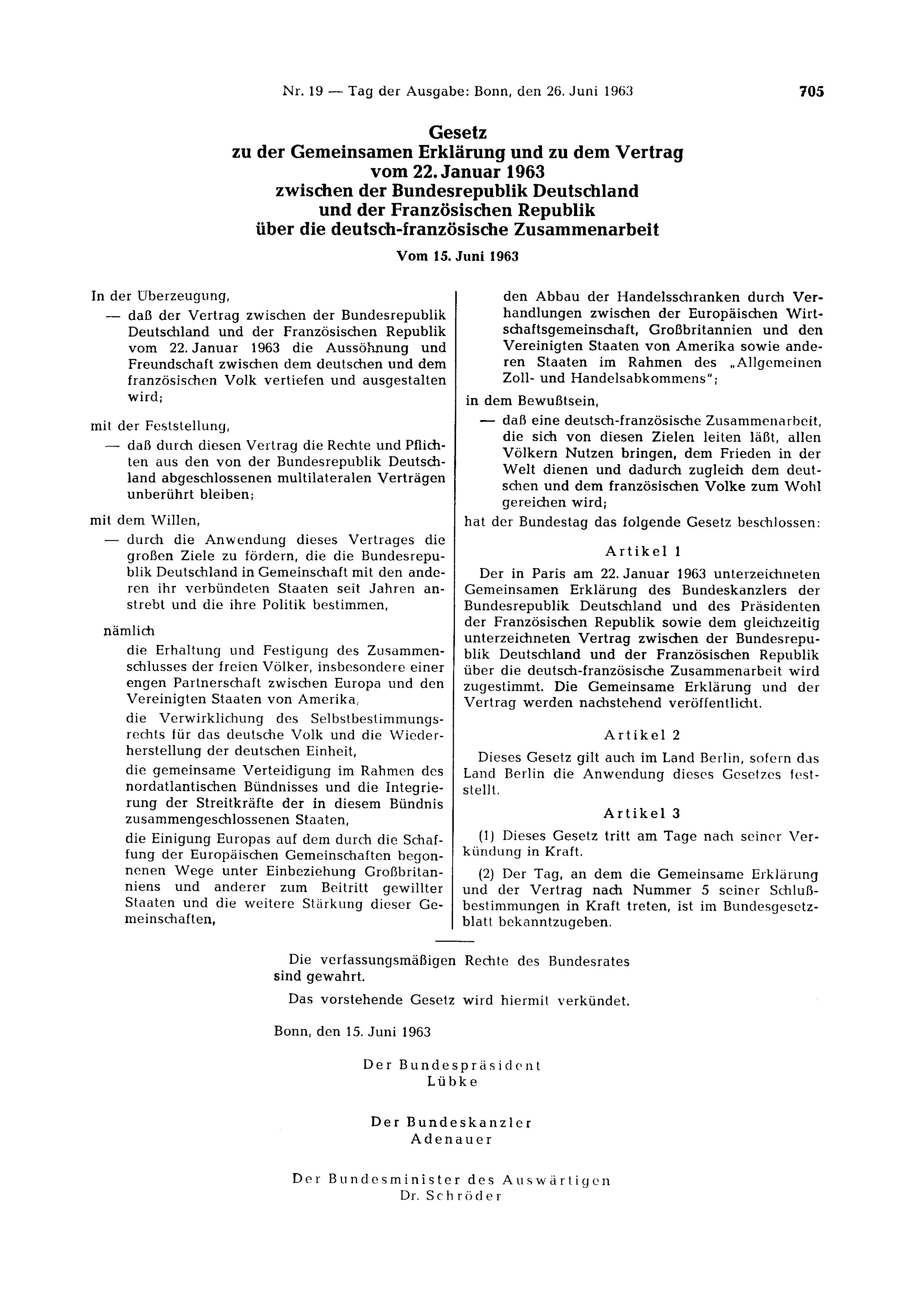
Gemeinsame Erklärung im Bundesgesetzblatt

Die Unterzeichneten betonen ihr gemeinsames Bewusstsein der Bedeutung der Solidarität für Sicherheit und wirtschaftliche wie kulturelle Entwicklung. Sie anerkennen die Bedeutung der Rolle der Jugend für die Festigung der deutsch-französischen Freundschaft. Die verstärkte Zusammenarbeit wird als unerlässlicher Schritt auf dem Wege zu einem vereinigten Europa gesehen.

## Gesetz zur Ratifizierung des Vertrags und der Erklärung, 15. Juni 1963
Der Bundestag gab der Ratifizierung von Vertrag und Erklärung Gesetzesform und stimmte diesem Gesetz zu. Zur Klärung des politischen Verständnisses stellte der Bundestag dem Vertrag im Gesetz eine Präambel voran, in der sein politisches Grundverständnis geklärt wurde. Die deutsch-französische Zusammenarbeit wurde in den Rahmen des deutsch-amerikanischen und nordatlantischen Bündnisses gestellt und in wirtschaftlicher Hinsicht auf eine durch Großbritannien erweiterte EWG und auf GATT bezogen.

## Motive der Vertragschließenden
De Gaulle war vom Grundmotiv französischer Deutschlandpolitik getrieben, das er schon 1943 in einem Nachkriegsplan ausgearbeitet hatte: Es musste auf jeden Fall verhindert werden, dass sich die angelsächsische Welt mit Deutschland zulasten Frankreichs verbündete. Seine Einstellung wurde in dem Satz deutlich: 
„Seit Jahrhunderten haben die Engländer versucht, die Annäherung der Gallier und Germanen zu verhindern. Heute sind es die Amerikaner.“ 
Ein weiterer Grund war die Überzeugung de Gaulles, dass die USA Europa als Kriegsschauplatz auch in einer nuklearen Auseinandersetzung sich selbst überlassen würden. Die Zerstörung Europas habe für sie nicht dieselbe Bedeutung wie eine Schädigung der USA selbst. Sie würden umgekehrt ihre europäischen Verbündeten unter Umständen auch einer Verständigung mit Moskau opfern. Aus diesen Gründen vertrat er die Überzeugung, Europa müsse auf eine deutsch-französische Säule gestützt werden, die ein Gegengewicht zur amerikanischen Macht im europäischen Westen darstellen sollte.
Dabei wollte er den Deutschen, die seiner Meinung nach komplexbehaftet waren, entgegenkommen, um sie bei der „Dekolonisierung“, der Abkopplung von den USA, zu unterstützen.
In der Vereinbarung von Nassau vom 21. Dezember 1962 sah de Gaulle ein „trojanisches Pferd“ der USA.
Adenauer dagegen ging es in erster Linie um die deutsch-französische Aussöhnung und ihre „dauerhafte Verankerung“.
Beide Staatsmänner wollten mit diesem Vertrag auch eine Annäherung des anderen an die Sowjetunion eindämmen, dabei spielte die Erinnerung an die Französisch-Russische Allianz von 1894, die Entente von 1907 und an Rapallo 1922 eine Rolle.

## Vorgeschichte

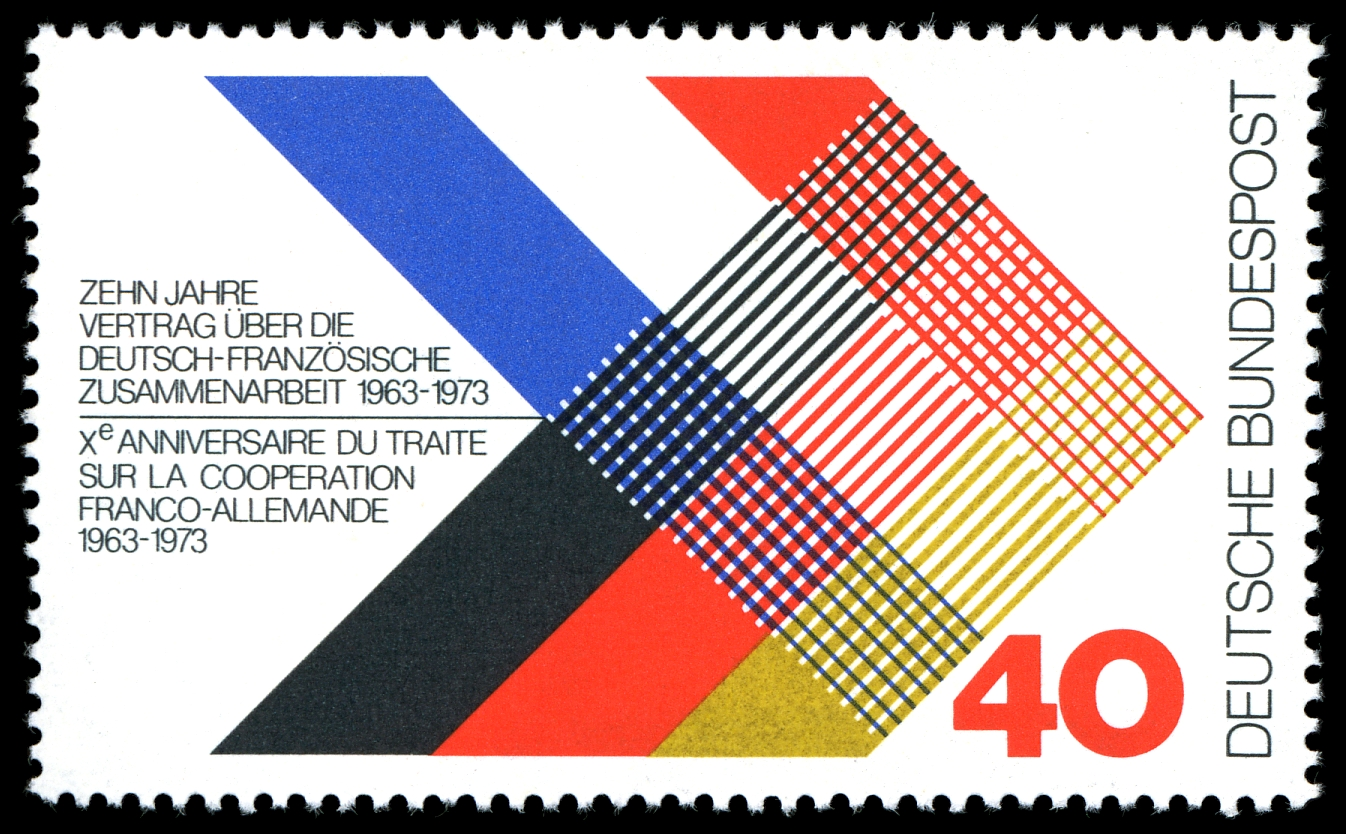
Deutsche Briefmarke von 1973, Gemeinschaftsausgabe mit Frankreich:
10 Jahre Vertrag über die deutsch-französische Zusammenarbeit.

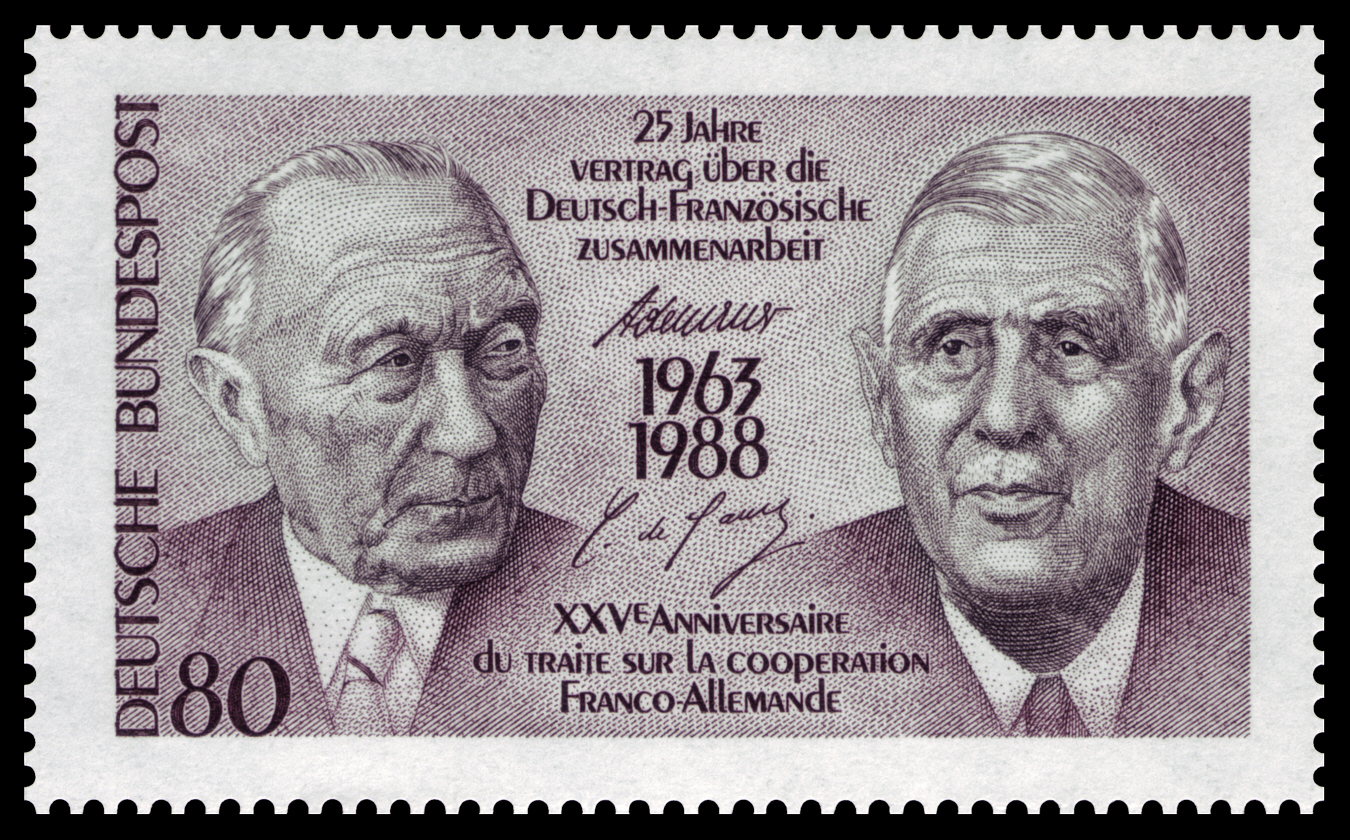
Deutsche Briefmarke von 1988, Gemeinschaftsausgabe mit Frankreich:
25 Jahre Vertrag über die deutsch-französische Zusammenarbeit.

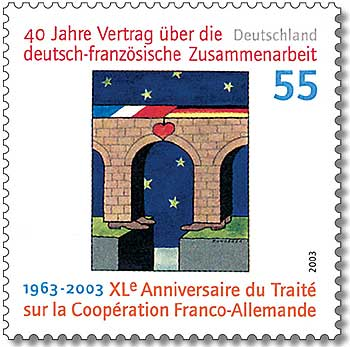
Deutsche Briefmarke von 2003 (gestaltet von Tomi Ungerer), Gemeinschaftsausgabe mit Frankreich:
40 Jahre Vertrag über die deutsch-französische Zusammenarbeit.

2-Euro-Gedenkmünze von 2013, Gemeinschaftsausgabe mit Frankreich: 50 Jahre Élysée-Vertrag.

Die Absicht Frankreichs nach dem Zweiten Weltkrieg, sich international als Großmacht zu etablieren und Deutschland aus Sicherheitsgründen zu schwächen, also zu dezentralisieren, das Ruhrgebiet zu internationalisieren und das Rheinland abzutrennen, war nach der Verschärfung des Ost-West-Konfliktes im Frühjahr 1947 in einer bipolaren Weltordnung politisch nicht mehr durchsetzbar. Westdeutschland wurde von den USA ab 1948 als staatlich zu stärkende strategische Sicherheitszone gegen den Kommunismus betrachtet. Die Integration Deutschlands in ein europäisches Bündnis unter der Führung Frankreichs erwies sich in dieser Situation für Frankreich als Rettungsanker: Deutschland sollte angesichts der amerikanischen Hegemonialpolitik in einer engen Partnerschaft unter Kontrolle gehalten werden.
Am 2. Juli 1948 wurde das Deutsch-Französische Institut in Ludwigsburg gegründet.
1949 wurde der Europarat gegründet. 1950 konzipierte dieser eine Europäische Verteidigungsgemeinschaft.
1950 schlossen die Städte Montbéliard und Ludwigsburg den ersten Vertrag einer Städtepartnerschaft.
Am 9. Mai 1950 wurde der Schuman-Plan vorgelegt. Der Plan führte am 18. April 1951 zur Gründung der Europäischen Gemeinschaft für Kohle und Stahl und erwies sich so als wichtige Grundlage für den Prozess der europäischen Integration. Dem französischen Sicherheitsinteresse wurde dadurch Rechnung getragen, dass Deutschlands Grundlage der Schwerindustrie und damit der Rüstung unter internationale Kontrolle gestellt wurde. Die EGKS war die Garantie der „Sicherheit mit und vor Deutschland“.
Der 1950 vorgelegte Pleven-Plan sollte die zu erwartende Wiederbewaffnung Deutschlands in eine europäische Verteidigungsarmee hinein kanalisieren, um so eigenständige deutsche Streitkräfte zu verhindern.
1952 brachte die EGKS die Idee vor, eine Europäische Politische Gemeinschaft für außenpolitische und verteidigungspolitische Zwecke zu schaffen.
Am 30. August 1954 legte die französische Nationalversammlung ihr Veto gegen EPG und EVG ein, da das französische Selbstbewusstsein gewachsen war und man ein Übergewicht der Bundesrepublik in den supranationalen Institutionen vermeiden wollte.
Im Dezember 1954 stimmte Frankreich dem NATO-Beitritt Deutschlands zu.
Im deutsch-französischen Abkommen innerhalb der Pariser Verträge vom 5. Mai 1955 wurde beschlossen, eine Volksabstimmung zur Lösung der Saarfrage durchzuführen. Im Vertrag von Luxemburg hatten die Regierungschefs Konrad Adenauer und Guy Mollet am 27. Oktober 1956 die Rückkehr des Saargebietes nach Deutschland als zusätzliches Bundesland vereinbart, nachdem die Saarländer ein Jahr zuvor eine „Europäisierung“ abgelehnt hatten. Als Gegenleistung wurde Frankreich die Kanalisierung der Mosel zugesagt, was Frankreich den Zugang zu den deutschen Industriegebieten und zum Nordatlantik ermöglichte. Damit war das größte Problem in den Beziehungen Frankreichs und Deutschlands gelöst.
Am 23. November 1954 wurde ein gemeinsames Kulturabkommen geschlossen.
Am 12. März 1956 trat das Abkommen von Colomb-Béchar über die industrielle und technologische Zusammenarbeit in Nuklearfragen in Kraft.
1957 wurden die Römischen Verträge abgeschlossen, mit denen die Gründung der Europäischen Wirtschaftsgemeinschaft möglich wurde. Frankreich führte Ende 1958 eine Währungsreform durch und bereitete sich damit für den Aufbau eines Gemeinsamen Marktes vor.
Am 31. Januar 1958 wurde das Deutsch-Französische Forschungsinstitut für Fragen der Sicherheit und Verteidigung in Saint-Louis gegründet (ISL). Vom 14. bis zum 15. September 1958 besuchte Adenauer de Gaulle in Colombey-les-Deux-Églises.
Am 26. November 1958 begegneten sich beide Staatsführer in Bad Kreuznach.
1960 trafen Adenauer und de Gaulle in Rambouillet zusammen, um Formen einer engeren politischen Zusammenarbeit zu besprechen.
Am 2. November 1961 und am 18. Januar 1962 stellte de Gaulle die Entwürfe des Fouchetplans für eine EPU ähnlich der gescheiterten EPG von 1952 vor. De Gaulle plante die EWG-Kommission zu entmachten und durch den Ministerrat zu ersetzen. Damit wäre das supranationale Integrationsprinzip aufgegeben worden, was der „certaine idée“ de Gaulles entsprach, ein Europa der Vaterländer zu schaffen. Wie vorauszusehen war, scheiterte auch der zweite Entwurf des Fouchetplans am Einspruch der Niederlande und Belgiens, die an der Supranationalität festhielten. Aber auch nach dem Scheitern bekundete die deutsche Regierung bleibendes Interesse an einer engeren Zusammenarbeit. Als „Torso der Fouchet-Pläne“ kam es daher zu den Verhandlungen, die in den Élysée-Vertrag mündeten.
Am 8. Juli 1962 nahmen Adenauer und de Gaulle an einem Gottesdienst in der Kathedrale von Reims teil.

Am 9. September 1962 besuchte de Gaulle Deutschland. In Ludwigsburg hielt er seine vielbeachtete Rede an die deutsche Jugend:   
Vor allem müssen wir aber ihr einen lebenden Inhalt zu geben, und das ist insbesondere die Aufgabe der Jugend. […] Es sollte Ihnen und der französischen Jugend obliegen, alle Kreise, bei Ihnen und bei uns dazu zu bestreben, engere Bande zu knüpfen, einander immer näher zu kommen und besser, sich besser kennenzulernen. 
Diese Rede nahm Elemente des Elysée-Vertrags vorweg: eine gemeinsame Bildungs- und Jugendpolitik, die außen- und verteidigungspolitische Kooperation. De Gaulle betonte, dass die Jugendlichen selbst den institutionellen Rahmen mit Leben und Inhalt füllen müssten.

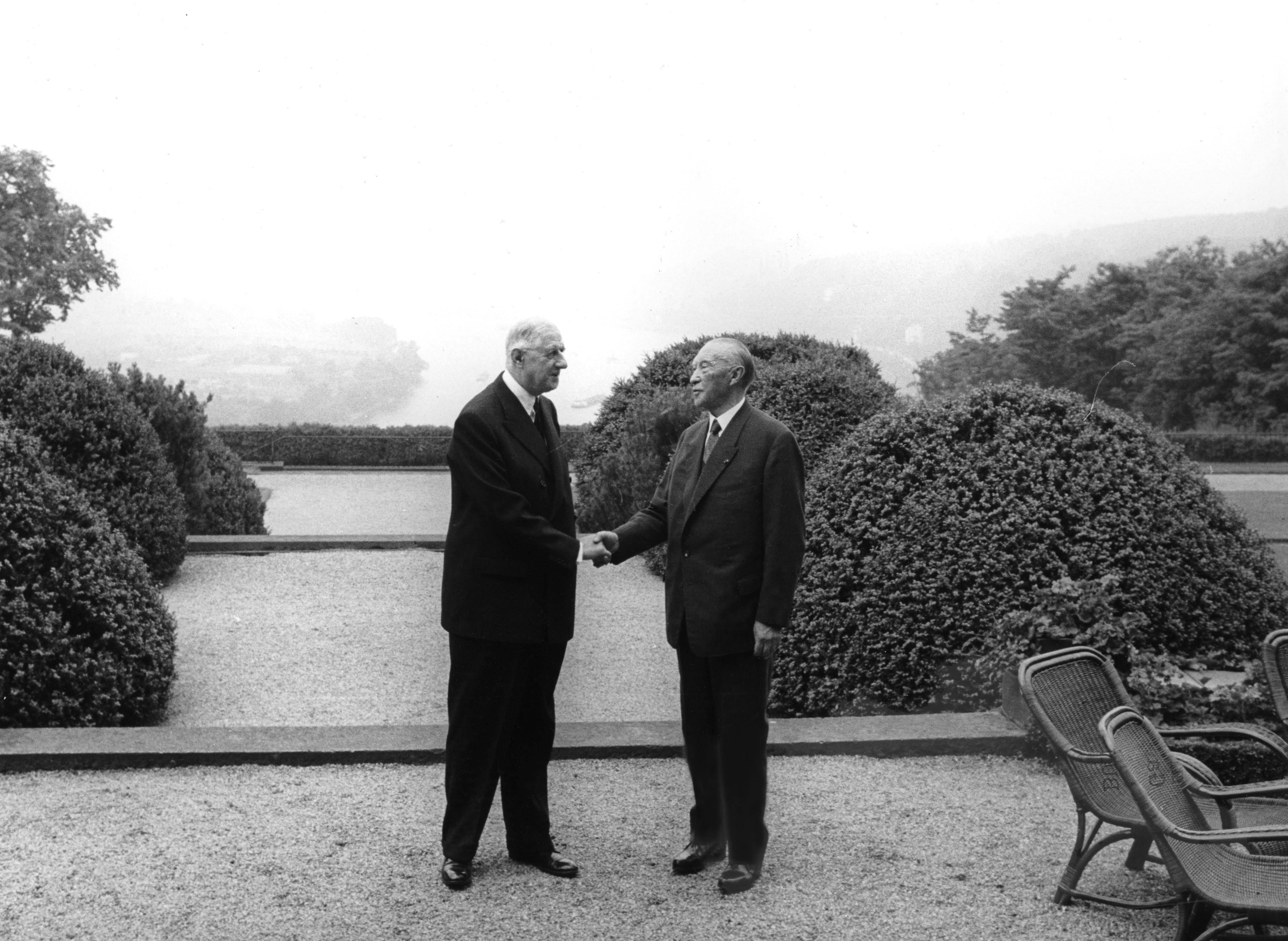
Schloss Ernich, Charles de Gaulle, Konrad Adenauer 1963

Am 18. September 1962 legte de Gaulle ein Memorandum vor. Am 8. November 1962 antwortete Deutschland mit grundsätzlicher Zustimmung mit Anmerkungen zu Einzelfragen.
Die Vereinbarung von Nassau vom 21. Dezember 1962 zwischen Großbritannien und der USA wurde von de Gaulle als Zeichen dafür gesehen, dass Großbritannien ein trojanisches Pferd der USA in Europa sei.
Am 14. Januar 1963 gab de Gaulle eine Pressekonferenz, in der er die Aufnahme Großbritanniens in die EWG ablehnte.

## Vertragsabschluss
Bei den am 21. und 22. Januar 1963 in Paris stattfindenden deutsch-französischen Konsultationen war vorgesehen, am Ende ein gemeinsames Protokoll zu unterzeichnen, das eine Vereinbarung in Form einer einfachen schriftlichen Auflistung der Bereiche darstellen sollte, in denen die beiden Länder auch zukünftig, aber in institutionalisierter Form, zusammenarbeiten wollten; die Idee zum Abschluss eines parlamentarisch ratifizierten völkerrechtlichen Staatsvertrags brachte Adenauer schon in seiner Ansprache nach der Landung in Paris am 21. Januar 1963 vor, dann wieder während der Pariser Gespräche. Diese Idee wurde von de Gaulle begeistert erwidert.  Am Abend des 22. Januar 1963 wurde der Vertrag im Saal Murat kurz vor 18 Uhr unterzeichnet. 

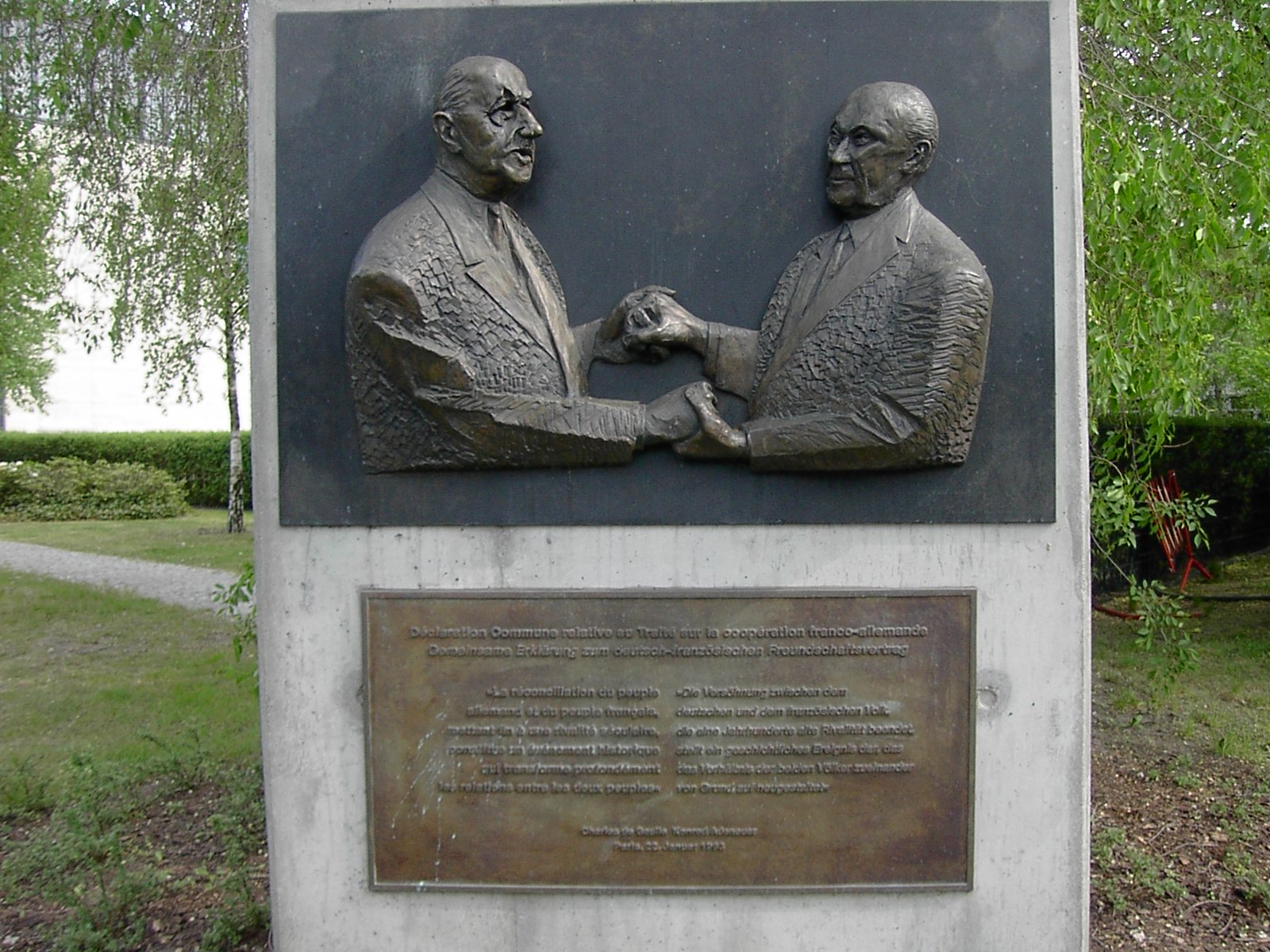
Skulptur „Konrad Adenauer und Charles de Gaulle“ in Berlin-Tiergarten.

Von der ursprünglichen Konzeption her verstanden, handelt es sich in erster Linie um ein Rahmendokument, das in vielen Punkten die bisherige Praxis von Konsultationen zusammenfasste und fixierte und durch spätere Vereinbarungen ausgestaltet wurde. Die gemeinsame Erklärung, die gleichzeitig unterzeichnet wurde, sollte dem Vertrag zusätzlich einen politischen Ton geben.
Auf französischer Seite war François Seydoux de Clausonne, auf deutscher Seite Adenauers außenpolitischer Berater Horst Osterheld wesentlich am Zustandekommen des Vertrages beteiligt.

Nach der Unterschrift wandte sich de Gaulle zu Adenauer: 
„Übervoll ist mein Herz und dankbar mein Gemüt, nachdem ich soeben mit dem Kanzler den Vertrag unterschrieben habe. Niemand auf der Welt kann die überragende Bedeutung dieses Aktes verkennen. Nicht nur wendet sich damit das Blatt nach einer langen und blutigen Geschichte der Kämpfe und Kriege, sondern zugleich öffnet sich das Tor zu einer neuen Zukunft für Deutschland, für Frankreich, für Europa und damit für die Welt.“ 
Adenauer antwortete: „Herr General, Sie haben es so gut gesagt, dass ich dem nichts hinzufügen könnte.“ Darauf gab de Gaulle Adenauer den Bruderkuss, den Adenauer erwiderte.

## Diskussion und Ratifizierung in Deutschland
Am 29. Januar 1963 wurden die Beitrittsgespräche mit Großbritannien abgebrochen. Dieser Schritt löste in Deutschland und weltweit Alarmreaktionen aus. Die Reaktion der deutschen Parteien auf die Englandpolitik Frankreichs und den Vertrag war schroff ablehnend, besonders in der SPD und der FDP, teilweise auch in der CDU selbst, da der bilaterale Vertrag die bisherigen Säulen der deutschen Außenpolitik in Frage zu stellen schien: die supranationale europäische Integration und die transatlantische Bindung. In der Union standen sich „Gaullisten“ (Adenauer, Strauß, Guttenberg, Brentano, Dufhues) und „Atlantiker“ (Ludwig Erhard, Gerhard Schröder) gegenüber, die sich aber in ihrer Bindung an Amerika und in der Supranationalität grundsätzlich einig waren. In ihrem Gegensatz spiegelte sich auch der Machtkampf Erhards und Adenauers wider. Für Adenauer war die Bindung an Frankreich auch eine weltanschauliche Entscheidung für das katholische Abendland gegen die hedonistische Moderne, für die der „freie Westen“ stand, so Corine Defrance und Ulrich Pfeil in Anlehnung an Ulrich Herbert und Axel Schildt. Für Adenauer sollte über den Vertrag der amerikanische Partner auch zu größerer Rücksicht auf deutsche und französische Interessen veranlasst werden.
Der Vertrag, der die USA, Großbritannien, die NATO und GATT (General Agreement on Tariffs and Trade; deutsch ‚Allgemeines Zoll- und Handelsabkommen‘) unerwähnt ließ, schlug nach Tim Geiger wie eine Bombe ein und führte zu hysterischen Reaktionen, Befürchtungen und Bedrohungsszenarien. Besonders nachdem Präsident John F. Kennedy, der den Vertrag als „Dolchstoß in den Rücken“ charakterisiert hatte, sein Unbehagen in dieser Angelegenheit gegenüber dem deutschen Botschafter in Washington ausgedrückt hatte, ratifizierte der Bundestag den Vertrag einstimmig mit einer Deutschlands Position klärenden Präambel.

## Präambel des Bundestags
In dieser Präambel des am 15. Juni 1963 vom Bundestag ratifizierten Gesetzes zur Zustimmung zur Gemeinsamen Erklärung (Artikel 1) und zum Vertrag vom 22. Januar 1963 (Artikel 2), drückt der Bundestag seine Überzeugung aus, dass der Vertrag die Aussöhnung und Freundschaft zwischen dem deutschen und dem französischen Volk vertiefe und ausgestalte. Dazu stellt der Bundestag fest, dass dadurch andere multilaterale Verträge der Bundesrepublik nicht berührt würden, und die Ziele der Bundesrepublik „in Gemeinschaft mit den anderen ihr verbündeten Staaten“ gefördert werden sollten. Diese Ziele werden als Partnerschaft mit den USA konkretisiert, als Wiedervereinigung, Eingliederung in die NATO und als Aufnahme Großbritanniens in die EWG.
Die Präambel enthielt demnach alle Punkte, die ausdrücklich gegen de Gaulles Absichten verstießen:
- die enge Verbindung zwischen Europa und den Vereinigten Staaten von Amerika,
- die Aufnahme Großbritanniens in die Wirtschaftsgemeinschaft,
- eine gemeinsame Verteidigung im Rahmen des Nordatlantischen Bündnisses,
- den Abbau der Zollschranken mit Großbritannien und den Vereinigten Staaten von Amerika sowie anderen Staaten im Rahmen des GATT.

Eckart Conze kommentierte: „Washington hatte es verstanden, die Entstehung eines 'geschlossenen deutsch-französischen Systems' (Dean Rusk) zu verhindern und stattdessen dem Élysée-Vertrag die Funktion eines wichtigen Elements innerhalb der transatlantischen Beziehungen zu geben, die das Abkommen in französischen Augen wertlos machen musste.“

## Reaktion de Gaulles auf die Präambel

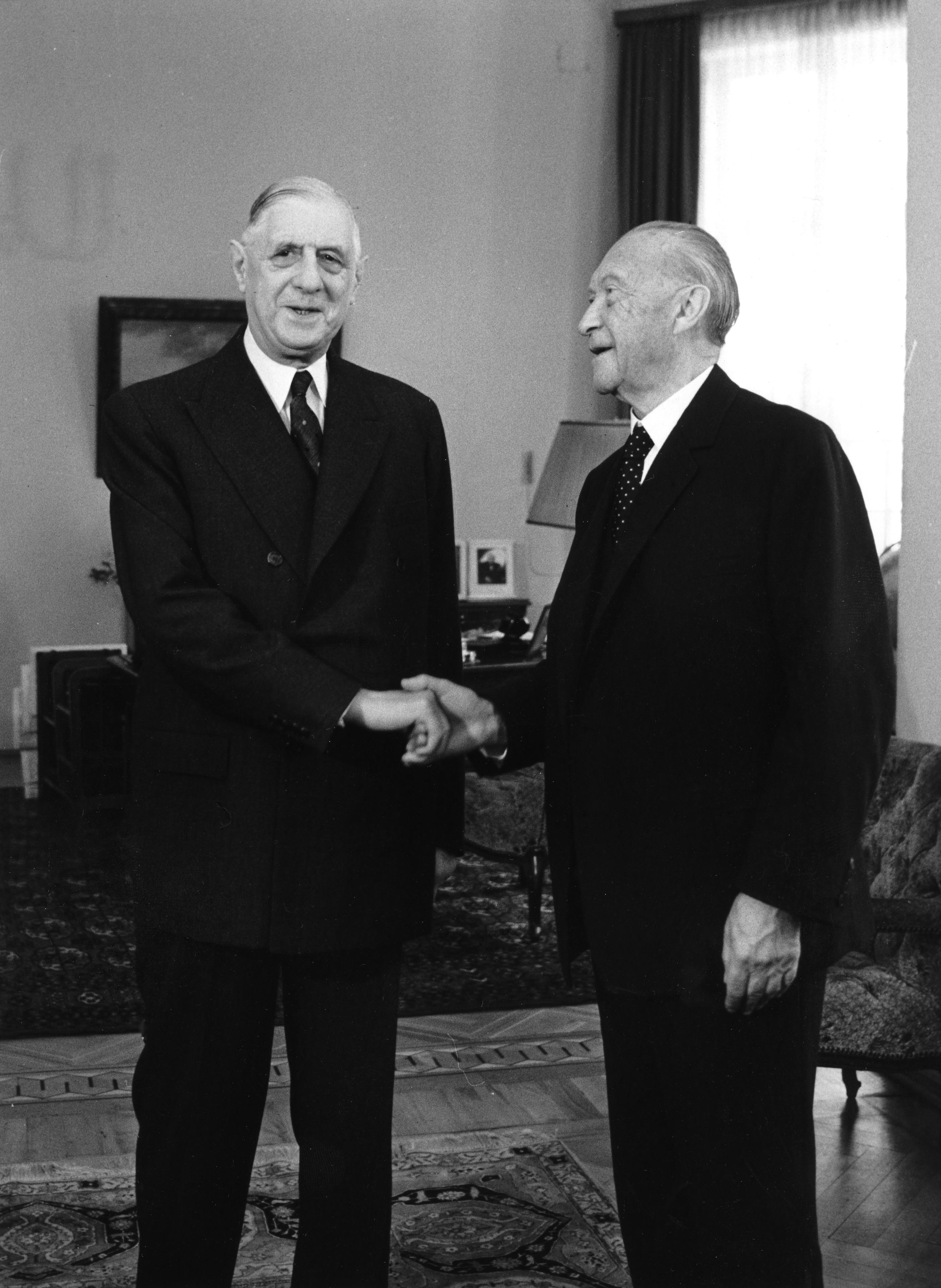
4. Juli 1963

Offiziell reagierte Frankreich zustimmend auf die Präambel: „Frankreich hat der deutschen Regierung mitgeteilt, dass es keine Einwände gegen die Einfügung einer Präambel hat, die die Treue der BRD zu ihrem atlantischen und europäischen Engagement zum Inhalt hat.“ Intern jedoch betrachteten die französischen Gaullisten diesen Zusatz anders: Er entleerte den Vertrag nach ihrem Verständnis jeglicher Bedeutung und setzte den Hoffnungen ein Ende, die Wirtschaftsgemeinschaft zu einem Gegengewicht zu den USA und der UdSSR zu machen. De Gaulle äußerte privat am 24. April 1963: „Die Amerikaner versuchen, unseren Vertrag auszuhöhlen. Sie wollen ihn zu einer leeren Hülle machen. Und warum das alles? Weil deutsche Politiker Angst haben, dass sie sich vor den Angelsachsen nicht genügend verbeugen! Sie benehmen sich wie die Schweine! Sie würden es verdienen, dass wir den Vertrag kündigen und dass wir das Bündnis umkehren und uns mit den Russen einigen!“ "Später äußerte er: 
"Sie unterwerfen sich völlig der Herrschaft der Angelsachsen. Sie verraten den Geist des Französisch-deutschen Abkommens. Und sie betrügen Europa. (…) Die Deutschen waren meine größte Hoffnung, sie sind nun meine größte Enttäuschung.“ 
In den Worten Golo Manns wurde der Vertrag im selben Augenblick nullifiziert, da man ihn ratifizierte.

1963, kurz vor seinem ersten Besuch in Deutschland, äußert de Gaulle gegenüber Parlamentariern: „Sehen Sie mal, Verträge sind wie junge Mädchen und Rosen: Sie halten so lange, wie sie halten. Wenn der deutsch-französische Vertrag nicht zur Anwendung käme, wäre er nicht der erste in der Geschichte.“ Als de Gaulle ihn am 4. Juli 1963 besuchte, entgegnete Adenauer: 
„Aber die Rose ist die ausdauerndste Pflanze, die wir überhaupt haben. Sie hat hier und da Dornen, sicher, dann muss man sie mit Vorsicht anfassen. (…) Jawohl, diese Freundschaft zwischen Frankreich und Deutschland ist wie eine Rose, die immer wieder Blüten bringt, die immer wieder Knospen treibt und wiederum Blüten bringt und die alle Winterhärten glänzend übersteht.“
Alfred Grosser schrieb dazu im Jahre 2000, die Präambel mache deutlich, dass vor Vertragsabschluss wesentliche Differenzen nicht geklärt worden waren. Deutschland wollte Europa auch unter Einschluss Großbritanniens „supranationaler“ machen, obwohl auch Großbritannien seine absolute Opposition gegenüber jeglicher Supranationalität verkündet hatte. Die wahren Gründe für die Ablehnung Großbritanniens lagen für de Gaulle darin, dass es wie Frankreich selbst versuchen würde, „Europa zur Stärkung der eigenen Stellung in der Welt zu benutzen“ und die „ständige Unterwerfung der Gemeinschaft unter den politischen Willen der USA“ mit sich bringen werde. Hier, so Grosser, habe sich de Gaulle jedoch geirrt: „Das ‚trojanische Pferd‘ Amerikas war in Gestalt der Bundesrepublik bereits vorhanden.“ Allerdings gab es auch im französischen Parlament einzelne Abgeordnete, die versuchten, dem Vertrag von französischer Seite ebenfalls eine entsprechende Präambel anzufügen.

## Protestnote der Sowjetunion
Am 5. Februar, zwei Wochen nach der Unterzeichnung in Paris, übermittelte die Sowjetunion der deutschen Regierung über Radio Moskau eine Protestnote, da sie befürchtete, dass der Vertrag in Artikel II A und II B ein militärisches Bündnis zur Einkreisung des Warschauer Pakts und als Bedrohung der Unabhängigkeit der DDR darstelle, ein Verständnis, das Adenauer unterstützte, wenn er ganz im Gegensatz zu den Intentionen Frankreichs von einer „antisowjetischen Bastion“ sprach. Die Bundesregierung beantwortete die Protestnote am 29. März mit dem Hinweis auf die Friedlichkeit der Absichten. Die Sowjetunion protestierte erneut nach der Ratifizierung des Vertrags durch den Bundestag, wobei die Argumente der ersten Protestnote wiederholt wurden. Die deutschlandpolitische Komponente des Vertrags, die von der Sowjetunion angesprochen wurde, war dabei auch der deutschen Seite wohl bewusst:

„Hierzu möchte die Bundesregierung bemerken, dass sie, als sie den Vertrag der Freundschaft und der Versöhnung mit dem französischen Volk schloss, tatsächlich im Namen des ganzen deutschen Volkes gehandelt hat. Sie wäre durchaus bereit gewesen, auch die Deutschen in der sogenannten DDR zu fragen, ob sie diese Aussöhnung wollten, und sie ist sich völlig sicher, dass auch die überwältigende Mehrheit der dort lebenden Deutschen dem Vertrag ihre dem Zustimmung gegeben hätte.“

## Weitere Entwicklung
Am 5. Juli 1963 folgte das Gründungsabkommen für das Deutsch-Französische Jugendwerk. In der Folgezeit entstanden zahlreiche Städtepartnerschaften sowie Partnerschaften zwischen Schulen und Vereine.
Am 10. Februar 1972 wurde das Abkommen über die Einrichtung deutsch-französischer Gymnasien und die Einführung des deutsch-französischen Abiturs („AbiBac“) in Paris unterzeichnet.
Am 1. September 1964 begann die militärische Zusammenarbeit zwischen Deutschland und Frankreich in Form gemeinsamer Manöver in Bitche an der saarländischen Grenze, an der die 5. Panzergrenadierdivision aus Koblenz teilnahm.
Am 22. September 1984 gedachten François Mitterrand und Helmut Kohl mit dem Handschlag von Verdun gemeinsam in Verdun der gefallenen Soldaten beider Weltkriege.
Helmut Schmidt bedauerte im Jahr 1986 ausdrücklich die Entwertung des Vertrags durch die Präambel, der er selbst zugestimmt hatte.
1988 setzten Bundeskanzler Helmut Kohl und der französische Staatspräsident François Mitterrand in Ergänzung des Vertrages Räte für die Abstimmung von Verteidigungsinteressen (Deutsch-französischer Verteidigungs- und Sicherheitsrat) und der Wirtschafts-, Finanz- und Währungspolitik ein.
Am 2. Oktober 1989 wurde die deutsch-französische Brigade gegründet.
Vom 17. – 18. September 1990 fand ein deutsch-französisches Gipfeltreffen in München statt. Dabei wurde der Abzug der in Deutschland stationierten französischen Truppen angekündigt.
Am 15. März 1991 trat der 2+4-Vertrag in Kraft. Mit ihm endeten der Viermächtestatus Berlins und die Verantwortung der Alliierten für Deutschland formell.
Am 29. August 1991 tagten erstmals die deutschen, französischen und polnischen Außenminister in Weimar.
Am 7. Februar 1992 erfolgte die Unterzeichnung des Maastricht-Vertrags.
Am 30. Mai 1992 nahm der Fernsehsender Arte, eine deutsch-französische Kooperation, den Sendebetrieb auf. 
Seit 2001 finden infolge des „Blaesheim-Abkommens“ die Treffen zwischen beiden Regierungschefs auf 6- bis 8-wöchentlicher Basis statt.
Am 22. Januar 2003, zur 40-Jahr-Feier der Unterzeichnung des Élysée-Vertrags, fand das erste Treffen des Deutsch-Französischen Ministerrates statt. Es gab eine gemeinsame Sitzung der Assemblée nationale und des Deutschen Bundestags in Versailles und ein Beauftragter für die deutsch-französische Zusammenarbeit in beiden Ländern wurde erstmals ernannt. 2003 wurde von Deutschland und Frankreich auch der gemeinsam finanzierte Deutsch-Französische Fonds für Kulturprogramme in Drittländern, der so genannte Élysée-Fonds, geschaffen. Dieser Fonds fördert jährlich deutsch-französische Kulturprojekte mit maximal 25.000 Euro. 2011 standen ihm 460.000 Euro zur Verfügung. Im Rahmen der Feierlichkeiten kam es dann zu einer Gemeinsamen Erklärung des französischen Präsidenten und des deutschen Bundeskanzlers, die aber nur als Absichtserklärung zu verstehen ist und als Ziele u. a. die Ermöglichung einer doppelten Staatsbürgerschaft für Deutsche und Franzosen, die dies wünschen, sowie die Harmonisierung des Familien- und Zivilrechtes enthält. Aufgrund der Gemeinsamen Erklärung wurde der 22. Januar als Deutsch-Französischer Tag eingerichtet.
Um den 50. Jahrestag der Unterzeichnung des Élysée-Vertrags zu feiern, riefen Frankreich und Deutschland ein Deutsch-Französisches Jahr aus. In dessen Rahmen fanden von September 2012 bis Juli 2013 zahlreiche Veranstaltungen auf offizieller und zivilgesellschaftlicher Ebene statt.
Am 50. Jahrestag der Vertragsunterzeichnung, also am 22. Januar 2013, kamen die französische Regierung, der Staatspräsident (François Hollande) und der Senat zu Feierlichkeiten nach Berlin. Auch die Abgeordneten beider Parlamente (Deutscher Bundestag und Nationalversammlung) erinnerten gemeinsam an das historische Ereignis; alle 577 Abgeordneten der Nationalversammlung waren nach Berlin eingeladen. Am 31. Januar 2013 veranstaltete der Stab des Eurokorps in Straßburg einen Festakt aus Anlass des 50. Jahrestages des Élysée-Vertrags und am 14. Juli, dem Nationalfeiertag Frankreichs nahm die Luftwaffe erstmals am „Flypass“ über Paris teil.

## Folgevertrag: Vertrag von Aachen
56 Jahre nach Unterzeichnung des Élysée-Vertrages wurde durch Bundeskanzlerin Angela Merkel und Staatspräsident Emmanuel Macron am 22. Januar 2019 im Krönungssaal des Aachener Rathauses ein neuer deutsch-französischer Freundschaftsvertrag unterschrieben, der den Elysée-Vertrag fortschrieb und ergänzte.
Das als „Vertrag von Aachen“ bezeichnete Dokument vereinbart vor allem eine stärkere Zusammenarbeit in der Europapolitik und in der Außen- und Sicherheitspolitik.

## Ergebnisse
Der Journalist Francois Bonnet bezeichnete 2022 den Traum der deutsch-französischen Freundschaft als geplatzt: Die Städtepartnerschaften seien „archäologische Überbleibsel“, ein Befund, dem die Untersuchung der Bertelsmann Stiftung von 2018 widerspricht. Der Austausch von Studenten bleibe lächerlich gering: 6.800 deutsche Studenten in Frankreich und 5.700 Franzosen in Deutschland. Die Übersetzungen deutscher Bücher ins Französische stagnierten seit ungefähr 20 Jahren: Sie machen ungefähr sechs Prozent aller Übersetzungen aus. So wurden 2011 nur noch 669 Veröffentlichungen aus dem Deutschen übersetzt, gegenüber 898 aus dem Japanischen und 6130 aus dem Englischen. Als letztes Indiz nannte er, dass seit 2000 die Zahl der französischen Grenzarbeiter, die im Elsass leben und in Deutschland arbeiten, um 20 Prozent abgenommen hätte.

### Sprache
Der Fremdsprachenunterricht wird als ein „neuralgischer Punkt“ der Zusammenarbeit betrachtet.
Der Élysée-Vertrag legte fest, dass die deutsch-französische Versöhnung durch den Spracherwerb vertieft werden solle. Der Aachener Vertrag legte fest, dass beide Länder die Zahl Lerner der Partnersprache erhöhen wollten. Die Strategien wurden im November 2022 vom französischen Bildungsminister Pap Ndiaye und vom Kulturbevollmächtigten Hendrik Wüst vorgestellt.
2022 beschrieben französische Abgeordnete die Situation des Deutschunterrichts als dramatisch, mit negativen Folgen auch für die emotionale Europa-Zugehörigkeit. Auch auf der deutschen Seite geht die Zahl der Französischlernenden zurück, lediglich noch 15 % der Schüler beider Länder lernen die Sprache des Partnerlandes,  im Vergleich zu 36 Prozent Deutschlernern in den 1970er Jahren. Noch im Jahr 2000 lag der Anteil bei 18 Prozent, 1953 bei 53 Prozent.